# Teterow

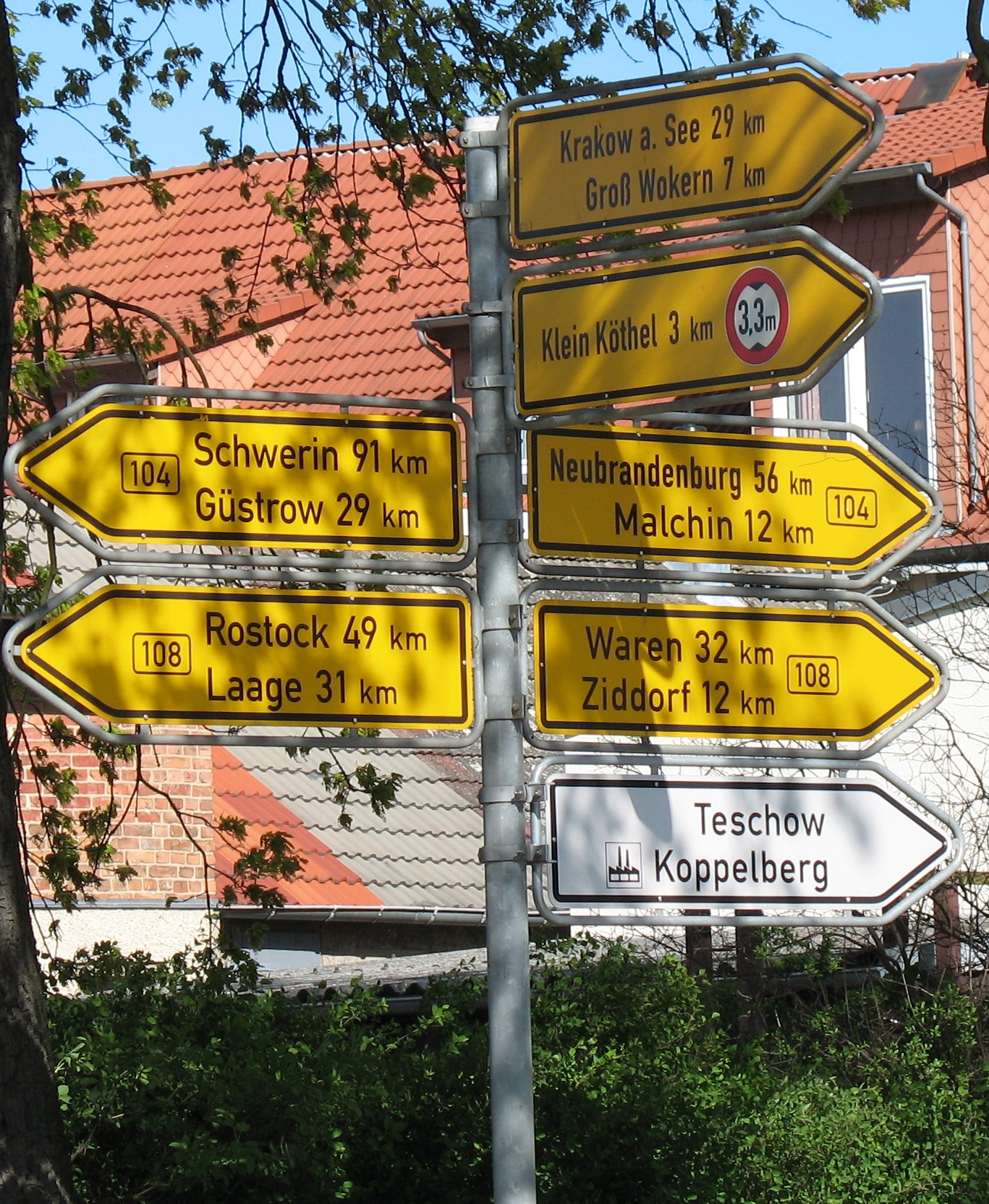
Egy teterowi útmutató

 Teterow város a Németország Mecklenburg-Elő-Pomeránia tartományában. 
A rostocki járásban Güstrow és Bad Doberan után a harmadik legnagyobb város.

## Városrészek
A három  egykori községet Niendorf, Pampow és Teschow hozzácsatoltak a városhoz.

## Története
A címert II. Frigyes Ferenc, Mecklenburg-Schwerin nagyhercege adományozta a városnak 1858. április 10-én és az 57. címerként jegyezték be Mecklenburgban.
1952 és 1994 között Teterow járási székhely volt.

## Népesség
A település népességének változása:
| Lakosok száma | 8642 | 8508 | 8470 | 8310 | 8434 | 8459 |
|               | 2014 | 2017 | 2019 | 2021 | 2022 | 2023 |

## Turistalátványosságok

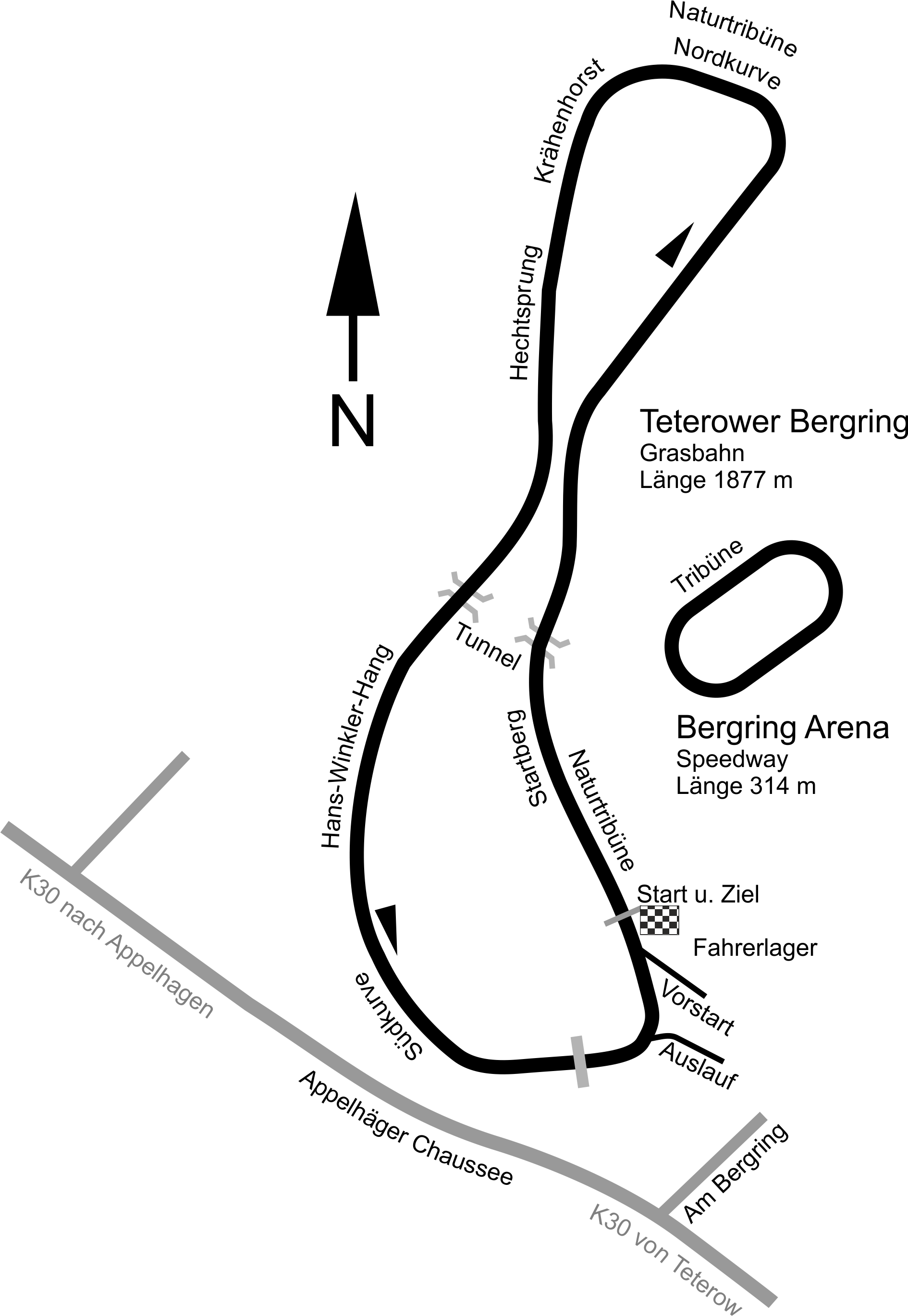
A fűpálya
Teterower Bergring

- A pünkösdi motorkerékpár-verseny Teterower Bergringrennen
- A városi templom  Szt. Péter und Pál (1270 k.)
- A tanácsház (1910)
- Két városkapu (XIV. század)
- A malom (1800)
- A szláv település a teterowi tói szigeten (Burgwallinsel im Teterower See)

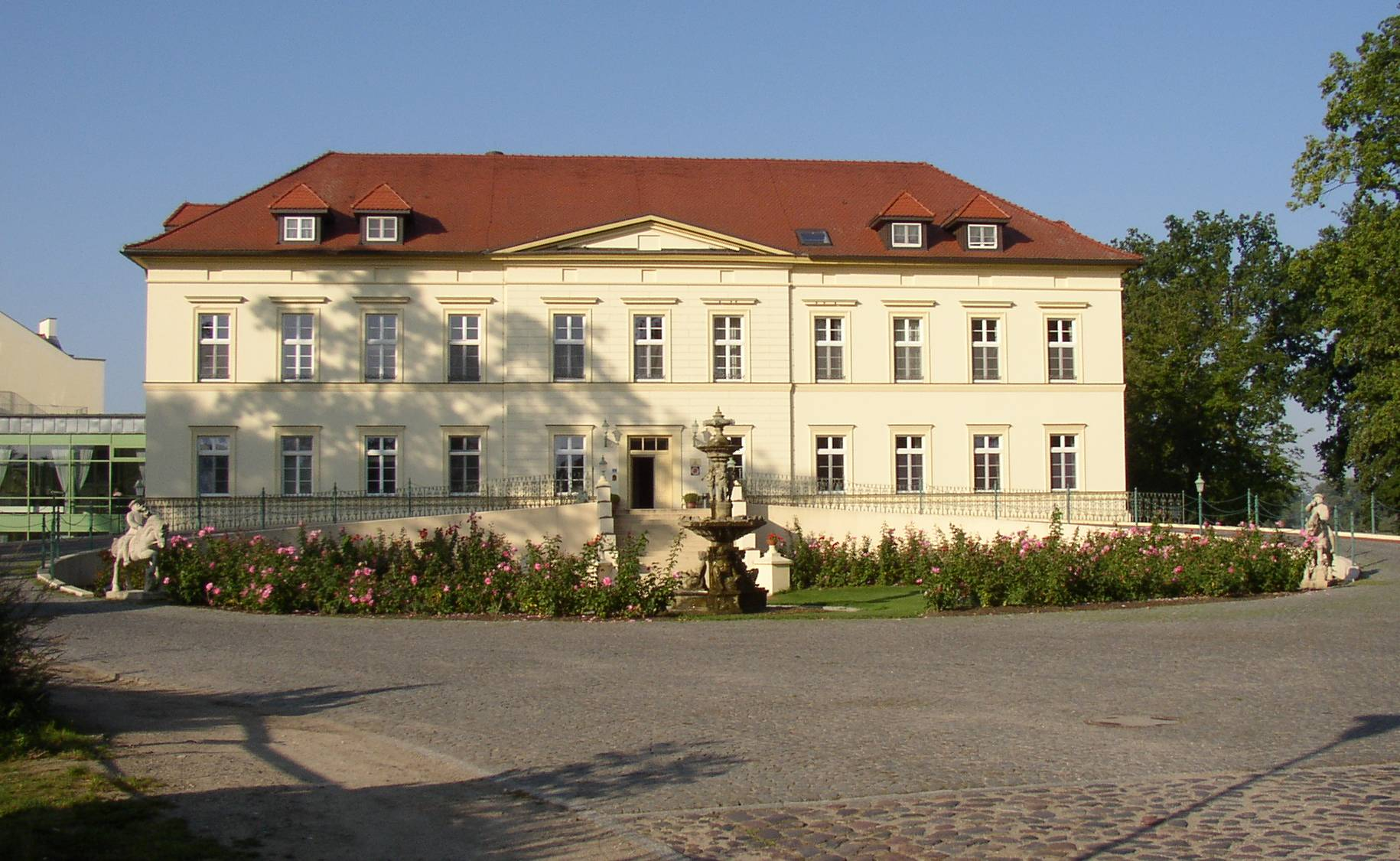
A teschowi kastye

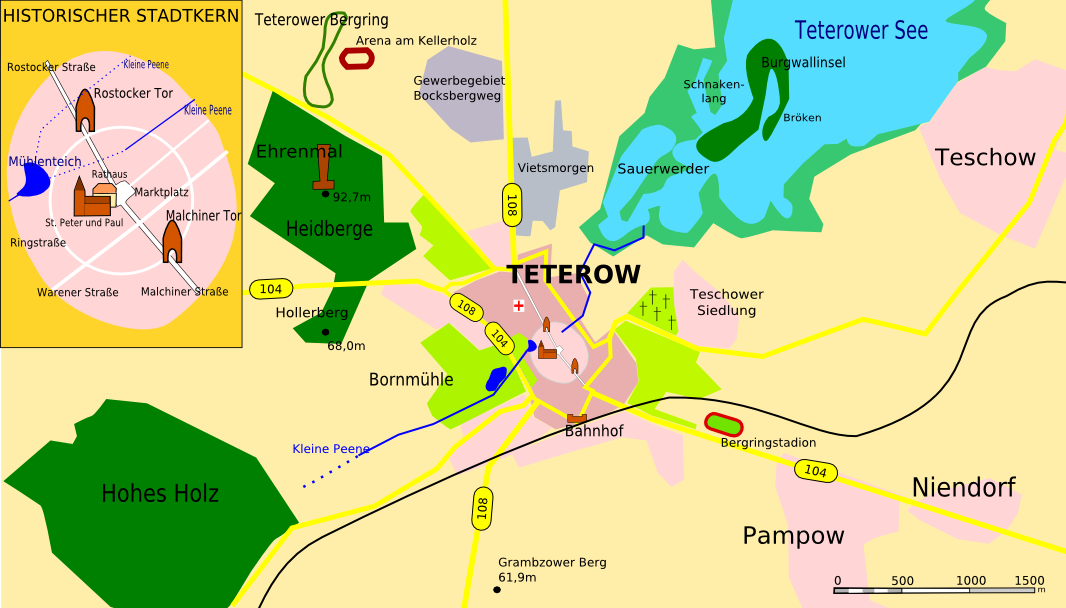
A Teterowi térkép

- Gutsanlage Teschow

## Híres szülöttei
- Constantin Kirchhoff (1764–1833), vegyész, az Orosz Tudományos Akadémia tagja
- Gerd Kische (* 1951), labdarúgó (FC Hansa Rostock)
- Marcel Gleffe (* 1979), aki 2011-ben Utøyán több mint húsz embert megmentett
- René Lange (* 1988), labdarúgó

## A város díszpolgárai
- Johann Heinrich von Thünen (1783–1850), német közgazdász
- Horst Klinkmann (* 1935), orvos, FC Hansa Rostock volt elnöke

## Galléira

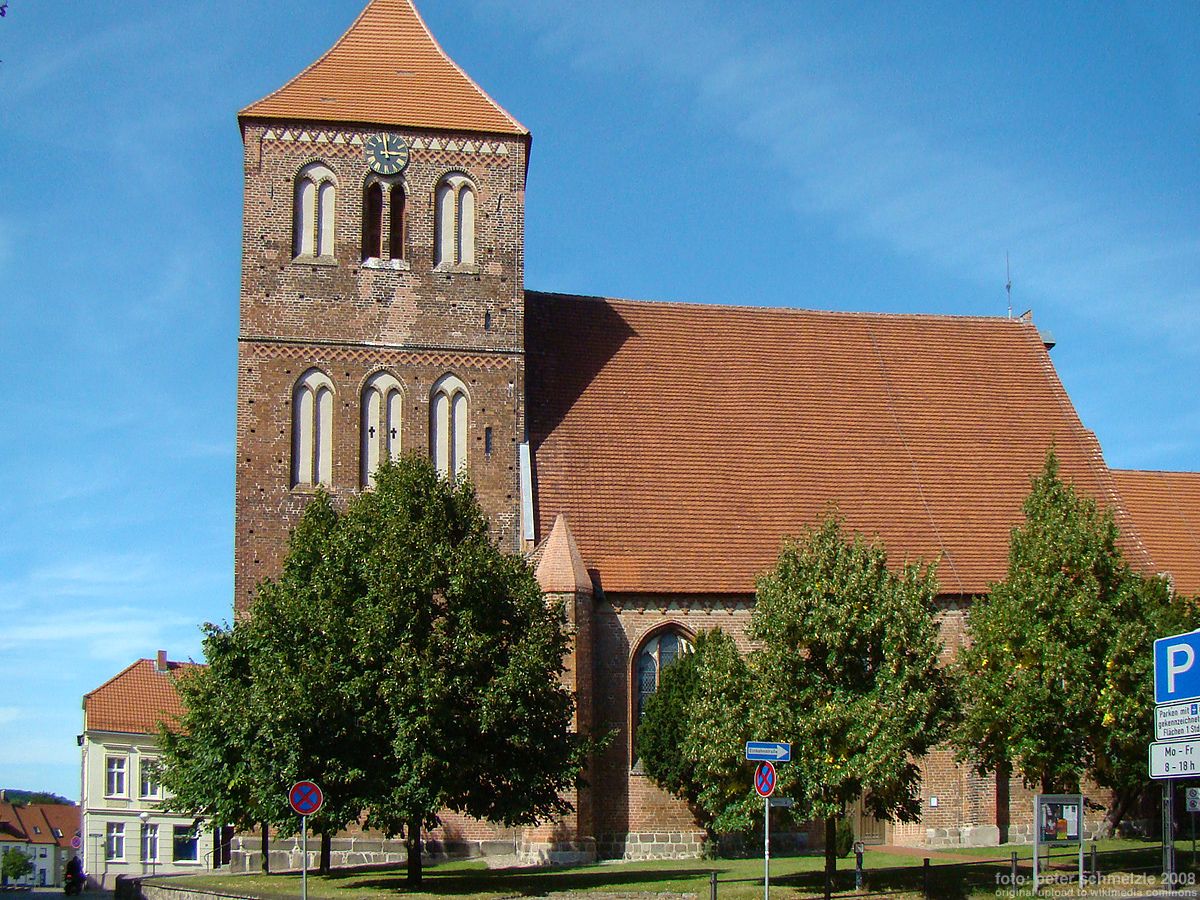
Szt. Péter és Pál
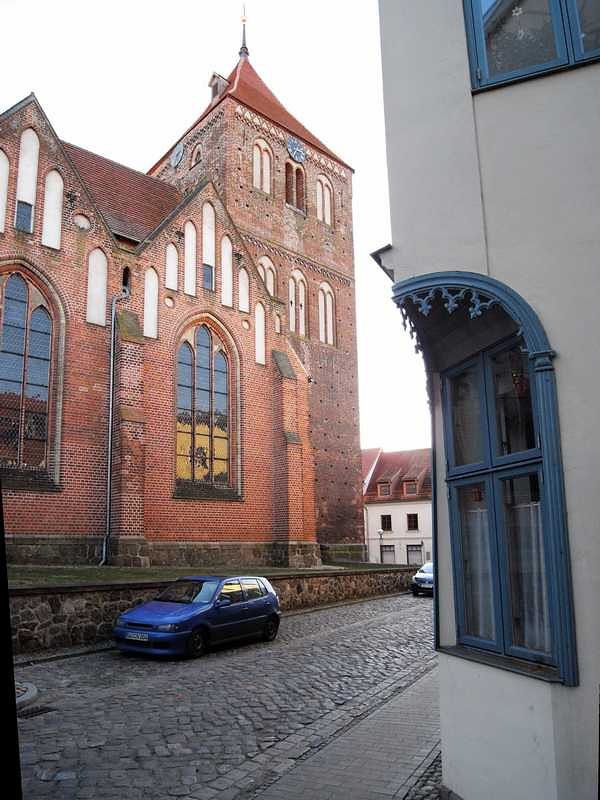
A városi templom
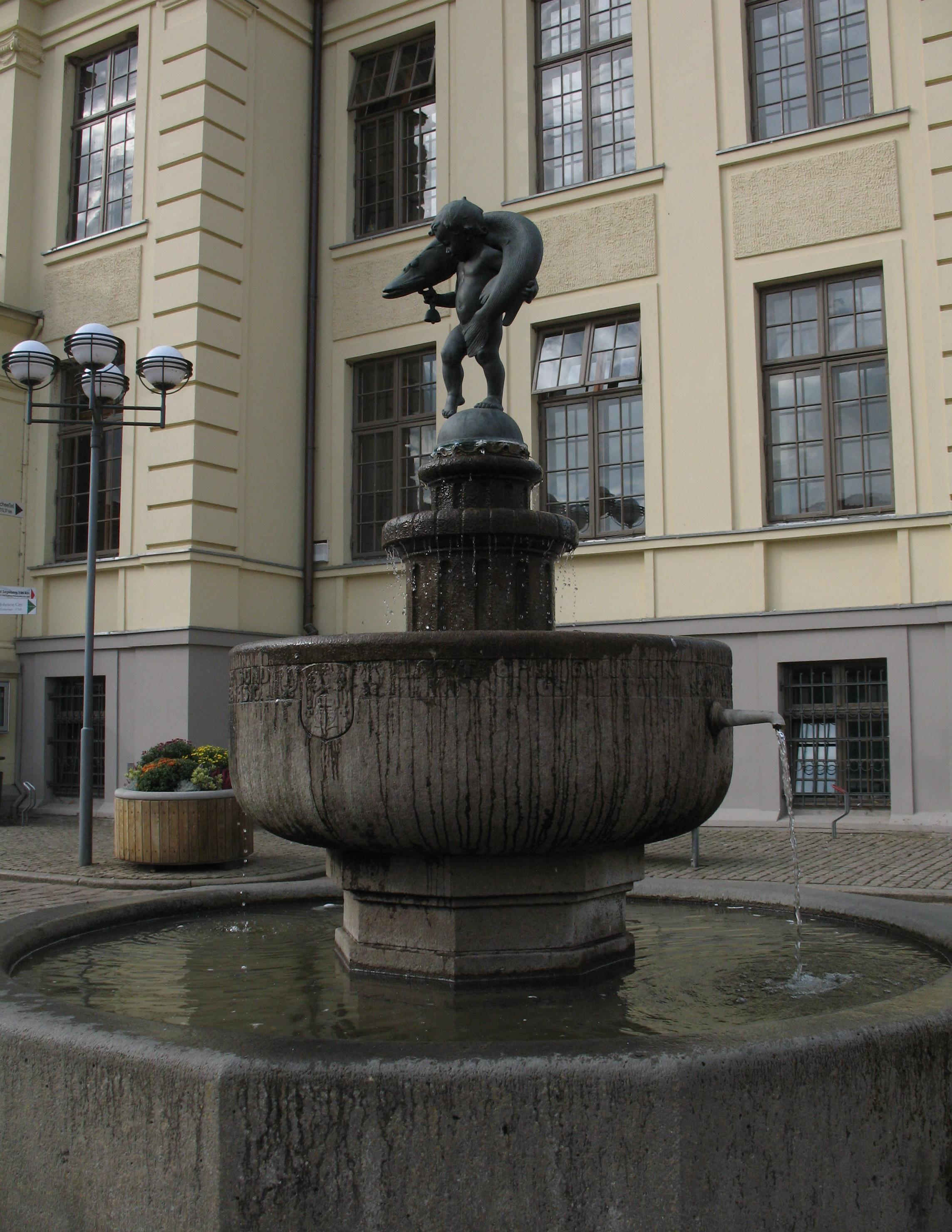
A kút a tanácsház előtt
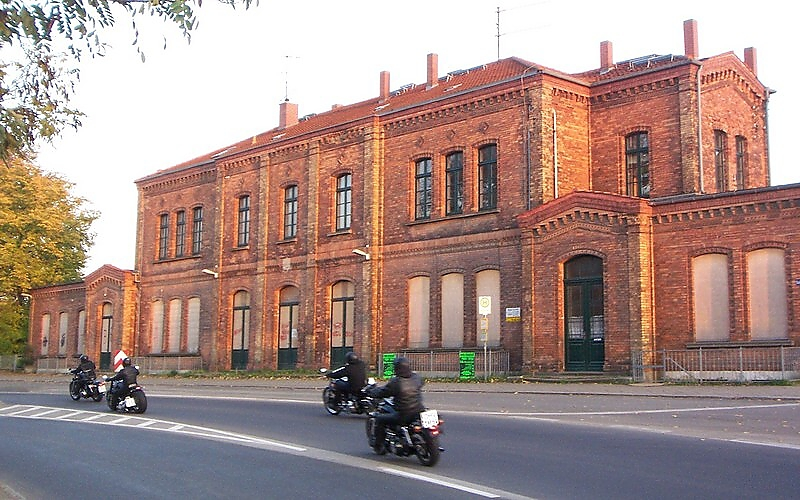
A vasúti állomás
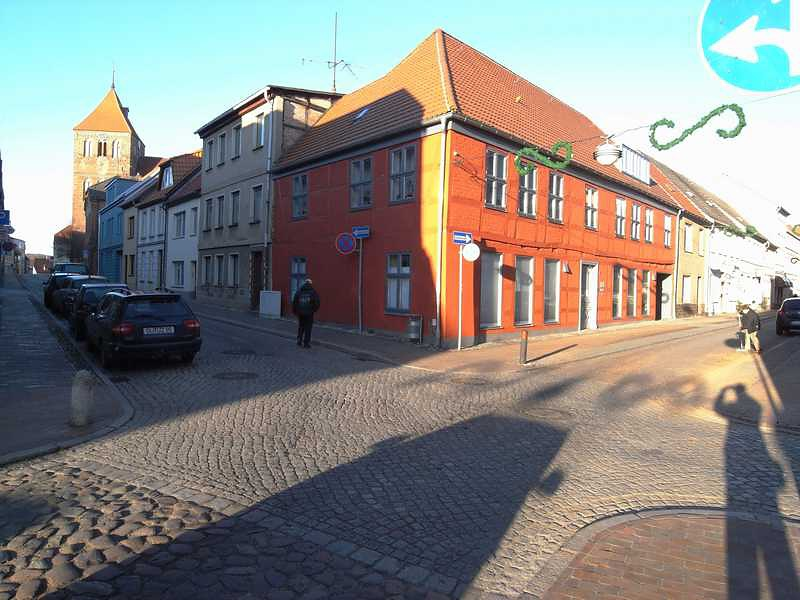
Az óváros
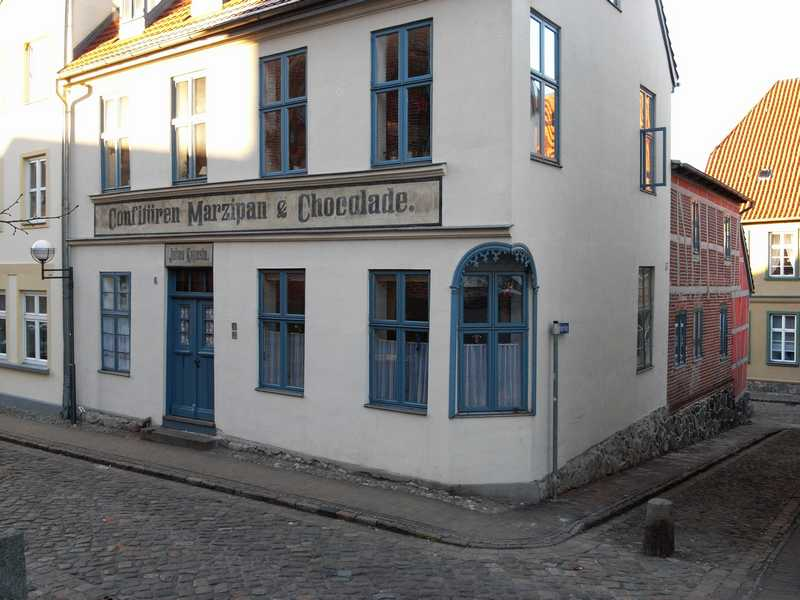
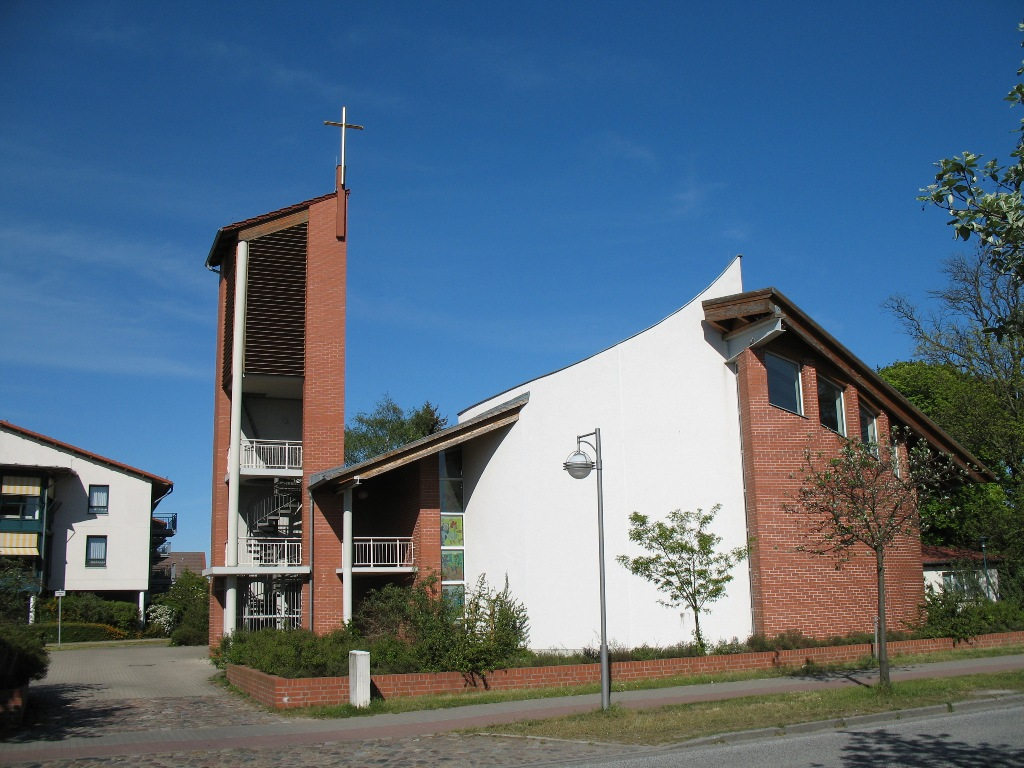
A katolikus templom
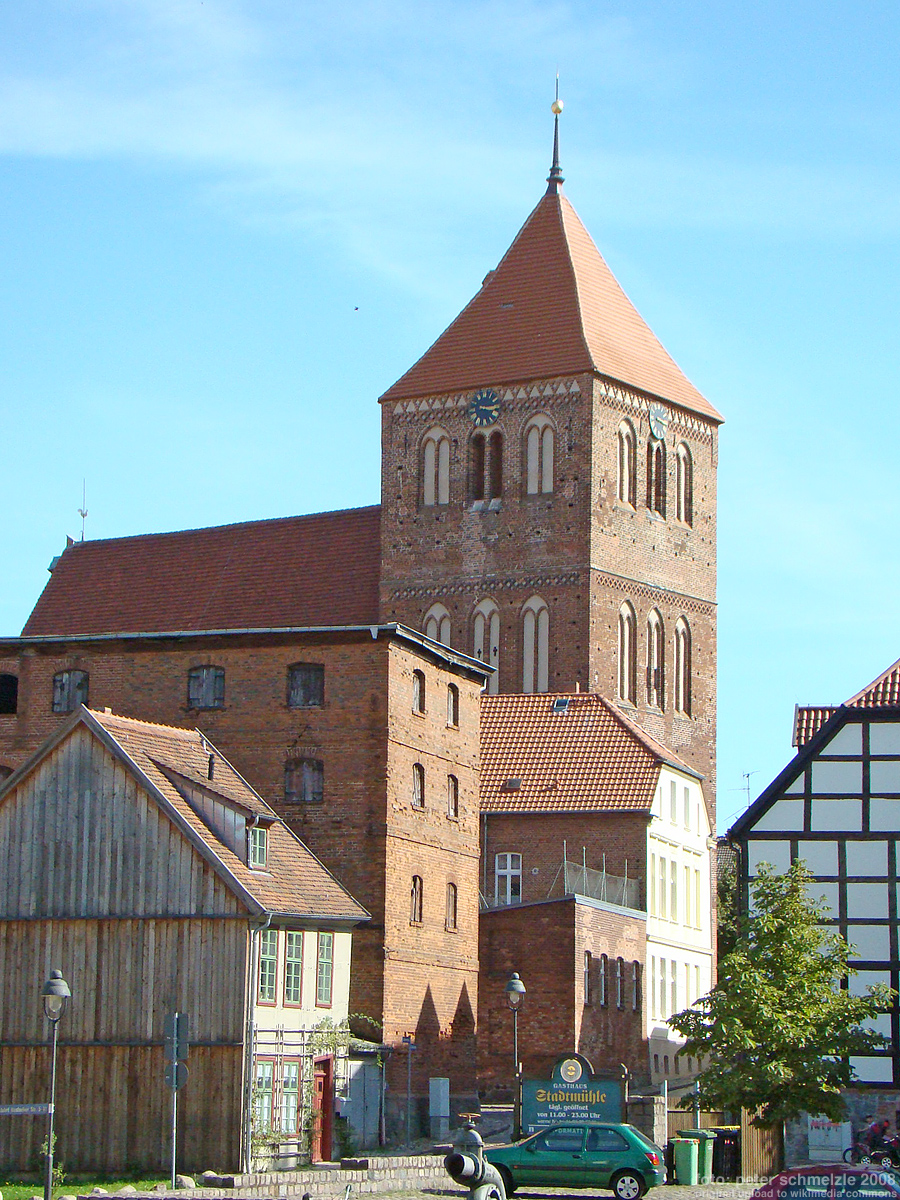
A templom
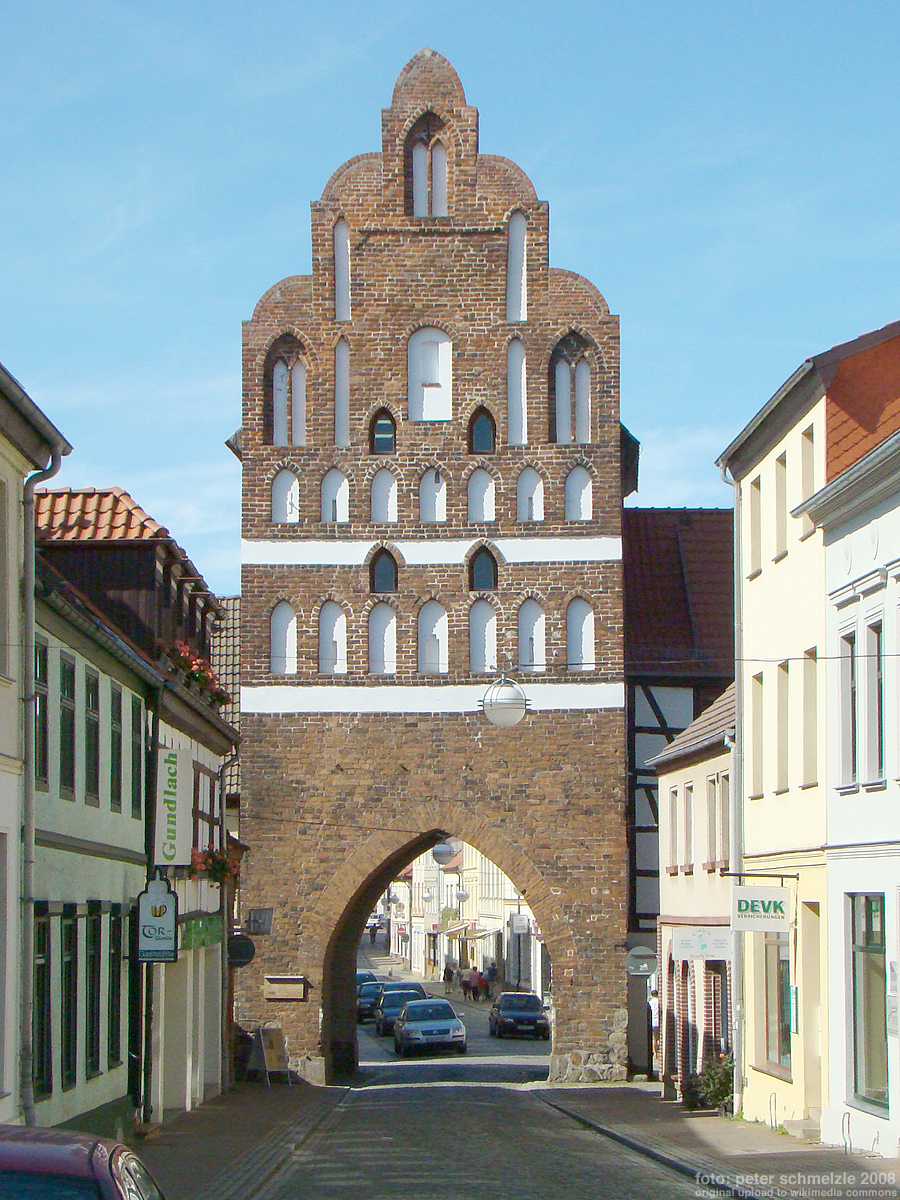
A malchini kapu
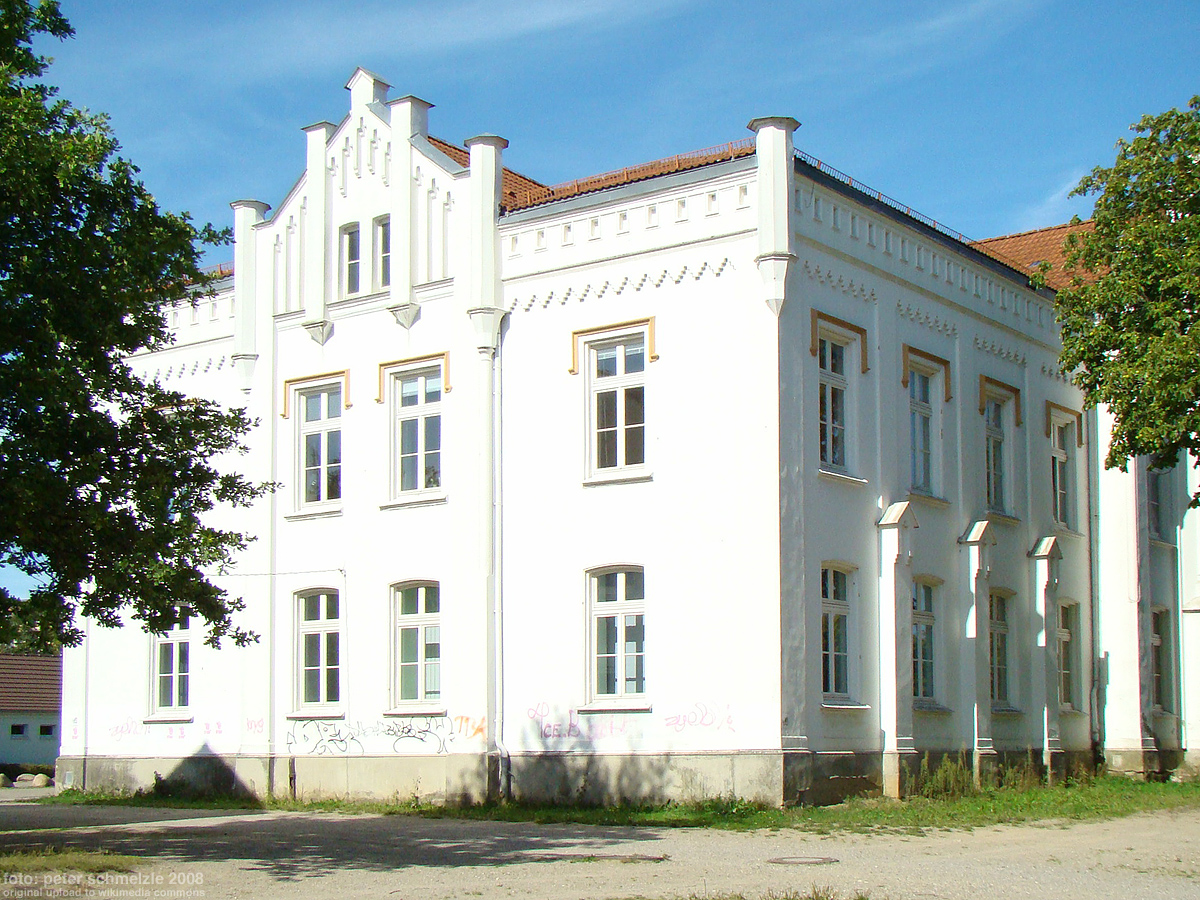
A színház Theater Uhrenschule
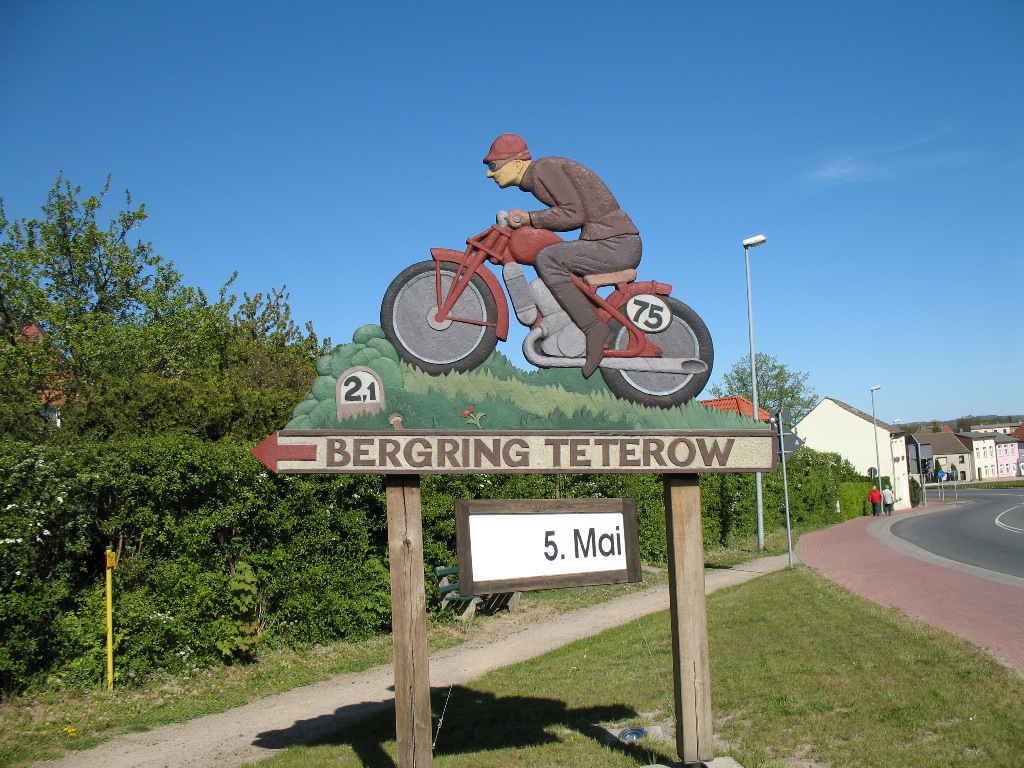
Az útmutató a Bergring fele

## Fordítás
- Ez a szócikk részben vagy egészben  a   Teterow című német Wikipédia-szócikk fordításán alapul.  Az eredeti cikk szerkesztőit annak laptörténete sorolja fel. Ez a jelzés csupán a megfogalmazás eredetét és a szerzői jogokat jelzi, nem szolgál a cikkben szereplő információk forrásmegjelöléseként.